# Fenningen
Fenningen (luxemburgisch Fennengⓘ, französisch Fennage) ist eine Ortschaft in der Gemeinde Bettemburg, Kanton Esch an der Alzette, im Großherzogtum Luxemburg.

## Lage
Fenningen liegt im Tal der Alzette zwischen den Orten Hüncheringen im Westen und Bettemburg im Osten. Weiterer Nachbarort ist Abweiler im Norden. 

## Allgemeines
Fenningen ist ein kleiner Ort, sehenswert ist die aus Bruchsteinen errichtete Kapelle St. Lambertus und Blasius.